# دنی ماکلی
دنی ماکلی (انگلیسی: Danny Makkelie؛ زادهٔ ۲۸ ژانویهٔ ۱۹۸۳) داور فوتبال اهل پادشاهی هلند است. وی از سال ۲۰۱۱ در فهرست داوران بین‌المللی فیفا حضور دارد. وی یکی از داوران الیت یوفا نیز هست.
وی به عنوان بازرس پلیس در روتردام و نیز به عنوان یک فرد هماهنگ‌کننده توسعه داوری برای اتحادیه فوتبال سلطنتی هلند، فعالیت می‌کند. وی همچنین به عنوان کمک داور ویدئویی در جام جهانی فوتبال ۲۰۱۸ حضور داشت و در فینال جام جهانی فوتبال ۲۰۱۸ نیز کمک داور ویدئویی بود.
در ۱۸ اوت ۲۰۲۰، به عنوان داور فینال لیگ اروپا ۲۰۲۰ بین تیم‌های سویا و اینتر میلان منصوب‌گشت.